# شوناو (أودنفالد)
شوناو (اودنوالد) (بالألمانية: Schönau (Odenwald)) هي مدينة وبلدة ألمانية تقع في ألمانيا في منطقة راين نيكار ‏.